# Hermann Pobering
Hermann Pobering (* 22. August 1930 in Hannover; † 14. November 1955 in Bad Langensalza) war ein deutscher Politiker der DDR-Blockpartei Demokratische Bauernpartei Deutschlands (DBD).
Nach dem Zweiten Weltkrieg trat Pobering in die DBD ein. Von 1954 bis zu seinem Tod im November 1955 war er Mitglied der DBD-Fraktion der Volkskammer der DDR.